# Геленава, Ираклий Шалвович
Ираклий Шалвович Геленава (9 сентября 1970) — советский футболист, защитник, чемпион мира среди юниоров (1987), мастер спорта СССР (1987).

## Карьера
Воспитанник ДЮСШ Сухуми, тренеры Геннадий Зария, Анастас Триандафилиди, Георгий Елчиди. В 1987—1989 годах играл во второй лиге СССР за «Динамо» Сухуми.
В 1990 году провел 11 игр за ФК «Цхуми», дальнейшая карьера неизвестна.
Во время боевых действий в Абхазии у Ираклия Геленавы погиб отец. Впоследствии Геленава переехал жить в Москву.
В 2008 году был играющим тренером команды «Иберия», выступавшей в любительской московской Межнациональной футбольной лиге.
Работает учителем физической культуры в Красногорской средней общеобразовательной школе № 15, в том числе, обучая детей игре в футбол.

## Достижения
Победитель чемпионата мира среди юношеских команд (1987).